# Armoiries ottomanes

Armoiries ottomanes

Alors que chaque sultan de l'Empire ottoman avait son monogramme propre, appelé tuğra ou tamga, qui servait de blason, des armoiries ottomanes modernes, inspirées par la tradition héraldique européenne, ont été créées à la fin du XIXe siècle. La conception finale a été adoptée par le Sultan Abdülhamid II le 17 avril 1882. Elles comprenaient deux drapeaux : le drapeau de l'Anatolie et les autres Eyalets asiatiques, un croissant et une étoile sur fond rouge, et le drapeau de la Roumélie, trois croissants sur une base verte. Elles furent utilisées entre 1882 et 1923, date de l'éclatement de l'Empire ottoman.
Certains éléments graphiques de ces armoiries, comme l'ovale central ainsi que le croissant et l'étoile orientés verticalement, ont été repris dans les armoiries de la Turquie moderne.

## Signification
Symboles du haut
Au sommet se trouvent les rayons du soleil, en son milieu se trouve le tuğra du sultan de cette époque, en forme de soleil de couleur verte avec un contour doré. Un croissant de lune s'ouvrant vers le Nord porte une inscription en ottoman (alphabet arabe) qui signifie: « Le gouvernant qui est le Khan de l'Empire ottoman doit louer Dieu et demander son aide pour gouverner ».
Symboles du milieu
Au centre se trouve un bouclier ovale, avec des motifs en contour qui sont des étoiles à cinq branches représentant les seize États historiques turcs. Au-dessus de ce bouclier se trouve un chapeau à plumes représentant le fondateur de l'Empire ottoman, Osman Bey, ce qui démontre l'attachement des Ottomans à leurs racines.
À droite du bouclier se trouve le drapeau de l'Anatolie et les autres eyalets asiatiques, un croissant de lune blanc ouvrant vers l'est suivi d'une étoile à cinq branches blanches sur un fond rouge. À gauche du bouclier se trouve le drapeau de la Roumélie, trois croissants de lune sur fond vert. 
Symboles du côté droit
Juste au-dessus du drapeau ottoman se trouve une flèche, à sa droite se trouvent des haches, une épée de guerre et une épée de cérémonie, un canon, une massue, au milieu en bas se trouve un cor symbolisant l'avant-guerre, le rassemblement des troupes, ainsi que le mehteran (musique militaire ottomane). 
Symboles du côté gauche
Une hache et un fusil se trouvent en haut à gauche. En dessous de ces derniers se trouve une balance symbolisant la justice et juste en dessous de cette balance se trouvent deux livres superposés, le vert représentant le Coran, livre religieux de l'islam, et le livre rouge symbolisant la loi ottomane. Devant le drapeau de la Roumélie, il y a un bouquet de fleurs montrant l'esthétisme et la beauté de l'Empire, au milieu de ces fleurs se trouvent quelques roses représentant les valeurs morales. En dessous du bouquet se trouve une ancre représentant la marine ottomane. En dessous du bouclier se trouvent une flèche et une torche désignant les guerres de nuit.
Symboles du bas
De droite à gauche en bas se trouvent des feuilles de laurier dorées auxquelles sont suspendues cinq médailles. Les noms de ces médailles sont : médaille de concession (İmtiyaz nişanı), médaille du Medjid (Mecidi nişanı), médaille de la fierté (İftihar nişanı), médaille ottomane (Osmanlı nişanı), médaille de la compassion (Şefkat nişanı).